# ベルリン (アルバム)
『ベルリン』（Berlin）は、ルー・リードが1973年に発表した3作目のソロ・アルバム。

## 解説
主人公の男と娼婦キャロラインを軸としたストーリーを持つコンセプト・アルバムとなっている。プロデュースは、当時既にアリス・クーパーとの仕事で知られていたボブ・エズリンが担当した。エズリンはアラン・マクミランとともに編曲も担当した。ロンドンのモーガン・スタジオで主たるレコーディングが行われ、ニューヨークのレコード・プラント・スタジオとロンドンのCTSスタジオでオーバーダビングが行われた。
「キャロラインのはなし (2)」は「ステファニー・セッズ」を作り直したものである。
本作はリードの母国アメリカよりもイギリスで大きな成功を収め、全英アルバムチャートではリードにとって初のトップ10入りを果たした。発表当時は『ローリング・ストーン』誌のレビューで酷評されたが、同誌はその後、別の批評家にレビューを依頼して本作を再評価した。『ローリング・ストーン誌が選ぶオールタイム・グレイテスト・アルバム500』に於いて、344位にランクイン。
2006年、リードのニューヨーク公演において、初めて本作がライヴで再現された。その模様は、2007年にドキュメンタリー映画『ルー・リード/ベルリン』（監督：ジュリアン・シュナーベル）として公開された。

## 収録曲
全曲とも作詞・作曲はルー・リードによる。
Side 1
1. ベルリン - "Berlin" - 3:25
2. レディ・デイ - "Lady Day" - 3:38
3. 富豪の息子 - "Men of Good Fortune" - 4:36
4. キャロラインのはなし (1) - "Caroline Says I" - 3:57
5. 暗い感覚 - "How Do You Think It Feels" - 3:43
6. オー・ジム - "Oh, Jim" - 5:10

Side 2
1. キャロラインのはなし (2) - "Caroline Says II" - 4:13
2. 子供たち - "The Kids" - 7:50
3. ベッド - "The Bed" - 5:52
4. 悲しみの歌 - "Sad Song" - 6:56

## 参加ミュージシャン
- ルー・リード - ボーカル、アコースティック・ギター
- ディック・ワグナー - ギター、バッキング・ボーカル
- スティーヴ・ハンター - ギター
- ボブ・エズリン - ピアノ、メロトロン、バッキング・ボーカル
- アラン・マクミラン - ピアノ (A1)
- ブルー・ウィーヴァー - ピアノ (A3)
- スティーヴ・ウィンウッド - オルガン、ハーモニウム
- ジャック・ブルース - ベース（A1, A3-B2, B4）
- ジーン・マーティネック - ベース（A2）、ギター（B3）、シンセサイザー（B3）、ボーカル編曲（B3）
- トニー・レヴィン - ベース (B2)
- エインズレー・ダンバー - ドラムス（A1, A3-B2, B4）
- B. J. ウィルソン - ドラムス (A2, B1)
- ランディ・ブレッカー - トランペット
- マイケル・ブレッカー - サックス
- ジョン・ピアソン - バストロンボーン
- デニス・フェランテ - バッキング・ボーカル
- エリザベス・マーチ - バッキング・ボーカル
- スティーヴ・ハイデン - バッキング・ボーカル